# He 176
A Heinkel He 176 egy német rakétahajtású repülőgép volt. Ez a kísérleti repülőgép volt a világon az első, melyet kizárólag folyékony üzemanyaggal működő rakéta hajtott. Első repülését rakétahajtással 1939. június 20-án hajtotta végre Erich Warsitz berepülőpilóta. A gép elkészítése a Heinkel társaság magánvállalkozása volt Ernst Heinkel vezetésével a nagysebességű repülés tanulmányozása céljából. A repülőgép teljesítménye nem volt kiemelkedő, de alkalmas volt a rakétahajtású repülés elvének igazolására.

## Tervezés és fejlesztés
Az 1920-as évek alatt német kaszkadőrök szilárd hajtóanyagú rakétákkal hajtott gépkocsikkal, motorkerékpárokkal, vasúti kocsikkal, szánokkal és 1929-től repülőgépekkel kísérleteztek. Ilyenek voltak az Alexander Lippisch Entéje és Fritz von Opel RAK.1 vitorlázó repülőgépe, amelyek rakéta-segédhajtást is kaptak. A szilárd hajtóanyagú rakéták nagy hátránya azonban, hogy tolóerejük nem szabályozható és a rakéták üzeme nem állítható le, ha egyszer beindították.
Az 1930-as évek vége felé Wernher von Braun rakétafejlesztő csapata Peenemündében repülőgépekbe szerelt folyékony hajtóanyagú rakétamotorokat. Heinkel lelkesen támogatta tevékenységüket, rendelkezésre bocsátva egy He 72, majd később két He 112 típusú repülőgépet a kísérletekhez. 1937. elején ez utóbbiak közül egy saját eredetileg beépített dugattyús motorja segítségével szállt fel, majd leállították a motort és beindították a rakétahajtást. Ekkortájt kísérletezett Hellmuth Walter hidrogén-peroxid hajtású rakétamotorral, mely könnyű és egyszerű konstrukció volt és alkalmasnak látszott repülőgép hajtóműként való felhasználásra.
A He 176 az új Walter motor kipróbálásához készült. A gép kis, egyszerű felépítésű szerkezet lett, majdnem teljesen fából készült, de fejlett technológiájú, teljesen zárt pilótafülkével rendelkezett, amely egyetlen darabból készült átlátszó orr-részből állt, melyen keresztül jól látható voltak a rudazatos oldalkormány pedáljai, valamint egy ugyancsak átlátszó felső ablakból, amely levehető volt és ezen keresztül juthatott be és ki a pilóta a gépbe. A futómű a hagyományos és orrfutókerekes konstrukció kombinációja volt. A fő futókerekeket a törzsbe lehetett behúzni hátrafelé, az áramvonalas burkolattal ellátott orrkerék mereven volt beépítve, a farokkerék szintén behúzható volt. A repülőgép teljes orr-része a pilótafülkével együtt sűrített levegő segítségével leválasztható volt. Leválasztás után az orr részt fékező ernyő lassította le, melyre azért volt szükség, hogy a kabintető kinyitásához szükséges erőt csökkentse, majd a pilóta kimászhatott és hagyományos ejtőernyővel ereszkedhetett le a földre.
Heinkel bemutatta a repülőgépet a Birodalmi Légügyi Minisztériumnak, de a hivatalos szervek érdeklődésének hiánya oda vezetett, hogy felhagyott a további fejlesztéssel. A He 176-ból mindössze egyetlen példány épült, amelyet a program törlése után átvittek a Berlini Légügyi Múzeumba, ahol 1943-ban megsemmisült egy légitámadás alkalmával.
Mielőtt törölték volna a programot, felmerült egy sokkal fejlettebb rakéta-repülőgép ötlete is, melyet szintén He 176-tal jelöltek, de ennek részletes megtervezésére már nem került sor.
Németország a második világháború folyamán végül is használt rakétahajtású vadászrepülőgépet, az Me 163-at, amelyet a Walter gyár továbbfejlesztett rakétamotorja hajtott, de ez a konkurens Messerschmitt cég gyártmánya volt.

## Adatai
- Személyzet: 1 fő
- Hossz 5,2 m
- Fesztáv 5,0 m
- Magasság 1,5 m
- Szárnyfelület 5,4 m²
- Üres tömeg: 900 kg
- Teljes tömeg: 1620 kg
- Hajtómű: 1 db HWK RI-203 rakétahajtómű
- Tolóerő: 5,9 kN
- Legnagyobb sebesség: 345 km/h (750 km/h tervezett)
- Hatótáv: 95 km (tervezett)
- Magasság: 9000 m (tervezett)
- Emelkedési sebesség: 60,6 m/s
- A motor kiégési ideje: 50 s

## Fordítás
- Ez a szócikk részben vagy egészben  a   Heinkel He 176 című angol Wikipédia-szócikk fordításán alapul.  Az eredeti cikk szerkesztőit annak laptörténete sorolja fel. Ez a jelzés csupán a megfogalmazás eredetét és a szerzői jogokat jelzi, nem szolgál a cikkben szereplő információk forrásmegjelöléseként.